# Alice détective
Alice détective (titre original : The Secret of the Old Clock, littéralement : Le Secret de la vieille horloge) est le premier roman de la série américaine Alice (Nancy Drew en VO) écrit par Caroline Quine, nom de plume collectif de divers auteurs. L'autrice de ce roman est Mildred Wirt Benson.
Aux États-Unis, le roman est publié pour la première fois le 18 avril 1930 (mais a été écrit en 1929) par Grosset & Dunlap, New York. Il paraît sous la forme d'un coffret qui comprenait les trois premiers titres de la série : Alice détective, Alice au manoir hanté et Alice au camp des biches. Cela a été un succès immédiat.
En France, le roman est paru pour la première fois en 1955 chez Hachette Jeunesse dans la collection Bibliothèque verte sous le no 133, et n'a plus été réédité depuis 1984. Alice détective est le premier volume de la série à être publié en France.
Dans ce roman, Josiah Crosley avait promis à des parents très pauvres de leur léguer sa fortune. Mais lorsque le vieil homme meurt, le testament désigne la famille Topham, déjà nantie, comme seule et unique héritière. Émue par la détresse des parents lésés de Josiah Crosley, la jeune détective Alice Roy, convaincue de l'existence d'un second testament, va tenter de retrouver le précieux document.

## Contexte
Aux États-Unis, Alice détective sort en 1930 dans un coffret comprenant deux autres volumes : Alice au manoir hanté et Alice au camp des biches. Quelques mois auparavant avait eu lieu le krach boursier qui allait précipiter l’Amérique pendant quinze ans dans la Grande Dépression, la plus grande crise économique de son histoire. Les premières aventures d'Alice vont souvent refléter cette période difficile peu encline à la gaieté. Ainsi Alice viendra en aide à des personnes en difficulté financière, sans emploi ou malades. 

## Résumé
Remarque : le résumé est basé sur les éditions cartonnées non abrégées parues de 1955 à 1971 en langue française.
La jeune Alice Roy, fille de l'avoué James Roy, ne supporte pas l'idée que la famille Topham, des nouveaux riches odieux, hérite de toute la fortune du vieux Josiah Crosley : Richard Topham est, selon elle, « un vieux grigou », sa femme Cora « une intrigante » et leurs deux filles Mabel et Ada, des « pimbêches ». De plus, Josiah Crosley avait, selon Alice, vécu heureux chez des parents pauvres, jusqu'à ce que les Topham, d'autres parents plus riches, décident subitement de le faire venir chez eux. Toujours selon Alice, une fois que le vieil homme eût changé son testament en leur faveur, ils le maltraitèrent, afin de hâter sa mort.
Alice a donc la conviction qu'il existe un second testament qui déshériterait les Topham au bénéfice des parents plus pauvres mais plus dignes de recevoir une telle fortune. Fascinée par le défi que représente cet hypothétique testament disparu, la jeune fille persuade son père d'interroger sur la question l'un de ses confrères, Georges Rosted - après que James Roy ait avoué avoir surpris une conversation entre Rosted et Josiah Crosley à propos d'un autre testament, un an auparavant. Cependant, si autre testament il y a, James Roy est persuadé que Richard Topham aura eu largement le temps de le faire disparaître.
Depuis la mort de sa mère, cinq ans auparavant, Alice a abandonné ses études pour tenir la maison familiale. Et lors de courses, la jeune fille a le déplaisir de croiser dans un grand magasin Mabel et Ada Topham. Insolentes et fielleuses, elles exigent d'être servies avant tout le monde. Les deux harpies snobent Alice, qui assiste ensuite à une scène d'humiliation en règle de la jeune vendeuse. Puis Ada Topham va jusqu'à bousculer Alice, en lui reprochant de ne pas faire attention. 
Lorsque les deux sœurs quittent le magasin, la vendeuse évoque à son tour l'existence possible d'un second testament. Selon cette demoiselle, c'est même la raison pour laquelle les filles Topham se sont montrées plus odieuses encore que d'habitude. Alice considère toute la scène comme un indice de plus qui confirme qu'elle est sur la bonne voie : si les Topham sont si nerveux, c'est qu'ils sont eux aussi persuadés qu'un second testament existe et qu'il n'a pas été détruit…

## Personnages

### Personnages récurrents
- Alice Roy[3] : jeune fille blonde de seize ans[4], ou dix-huit ans[5], fille de James Roy, orpheline de mère (Elise Roy).
- James Roy : avoué[2] de renom, père d'Alice Roy, veuf d'Elise Roy.
- Elise Roy née Beauchamp[3] : mère d'Alice Roy, décédée quelques années auparavant.
- Sarah : la vieille et fidèle gouvernante de la famille Roy. Elle a suivi Elise Roy quand celle-ci s'est mariée.*

### Personnages spécifiques à ce roman
- Richard Topham : un nouveau riche de la ville de River City, avec sa femme Cora, et ses deux filles Mabel et Ada. Est sur le point d'hériter de la fortune de Josiah Crosley, un parent éloigné.
- Josiah Crosley (Josiah Crowley en VO) : veuf fortuné, récemment décédé, réputé avoir fait un testament en faveur des Topham, qui l'avaient pourtant bien mal traité.
- Georges Rolsted : confrère de James Roy, aurait aidé Josiah Crosley à rédiger un second testament.
- Doris Eliott (Helen Corning en VO) : meilleure amie d'Alice depuis le collège de River City, où elles ont fait leurs études.
- Grace et Millie Horner : deux jeunes sœurs, pauvres mais dignes, à qui Alice viendra en aide.
- Jessica Rowen : une vieille dame malade, parente de Josiah Crosley, que va rencontrer Alice au cours de son enquête.

## Remarques
- Les longs passages à travers le roman sur les origines françaises du personnage d'Alice sont un pur travail d'invention de la part de la traductrice Hélène Commin, ces passages n'existant pas dans la version originale. Exemple : « Par sa mère, Alice descendait d’une vieille famille française installée en Louisiane, les Beauchamp… » (éditions de 1955 à 1969, pages 13 et 20).
- La traduction des premières éditions de la Bibliothèque verte proposée jusqu’en 1981 est une adaptation de la version originale parue en 1930, et non la version réécrite par Harriet Stratemeyer Adams en 1959 qui comporte plusieurs modifications par rapport à la version originale écrite par Mildred Wirt Benson. Deux versions de ce roman existent donc aux États-Unis.
- À noter une absence de réédition française de ce roman dans la collection Bibliothèque verte pendant neuf ans, de 1972 à 1981. Depuis 1984, ce titre n'a plus jamais été réédité en France.
- Le jeu vidéo Nancy Drew, Le Mystère de l'horloge, qui fait partie de la série des jeux d'enquêtes de Nancy Drew, est un condensé de ce premier roman et de deux autres : Alice au manoir hanté et Alice et les Diamants.

## Éditions françaises
Note : Toutes les éditions ont paru aux éditions Hachette Jeunesse.
- 1955 : Alice détective — coll. « Bibliothèque verte », cartonné avec jaquette, texte original. Illustré par Albert Chazelle. Traduction de Hélène Commin. 254 p.  ;
- 1960 : Alice détective — coll. « Bibliothèque verte », cartonné et pelliculée (sans jaquette), texte original. Illustré par Albert Chazelle. Traduction de Hélène Commin. 254 p.  ;
- 1971 : Alice détective — coll. « Bibliothèque verte »[6] cartonné, texte original. Nouvelle couverture d'Albert Chazelle. Traduction de Hélène Commin. 254 p.  ;
- 1973 : Alice détective — coll. « Idéal-Bibliothèque », cartonné, texte abrégé. Nouvelle couverture d'Albert Chazelle. Traduction de Hélène Commin. 186 p.  ;
- 1981 : Alice détective — coll. « Bibliothèque verte »[7] cartonné, texte abrégé. Illustré par Jean Sidobre. Traduction de Hélène Commin (abrégé et modernisé). 20 chapitres. 185 p.  ;
- 1984 : Alice détective — coll. « Bibliothèque verte », cartonné (série "striée")[8], texte abrégé. Nouvelle couverture de Jean Sidobre. Traduction de Hélène Commin. 185 p. .

## Adaptations

### Jeu vidéo
Une partie de l'intrigue a été utilisée dans le jeu vidéo Les Enquêtes de Nancy Drew : Le Mystère de l'horloge, développé par Her Interactive.[réf. nécessaire]

### Télévision
Une partie de l'intrigue du troisième épisode de la série télévisée Nancy Drew s'inspire librement de ce roman. Nancy et Nick font la découverte d'une horloge qui pourrait les conduire à ce que Tiffany voulait que Nick possède après sa mort. L'horloge est quasi identique à la description du roman.